# Muestreo de aceptación
En la actividad de control de calidad en ocasiones es necesario inspeccionar lotes de materia prima, partes o productos terminados para asegurar que cumplen ciertos niveles de calidad con un buen grado de confianza. El muestreo de aceptación es el proceso de inspección de una muestra de unidades de un lote con el propósito de aceptar o rechazar todo el lote.

## Cuando aplicar muestreo de aceptación
El muestreo de aceptación se puede aplicar en cualquier relación cliente-proveedor, ya sea en el interior de una empresa o entre diferentes empresas y se puede ver como una medida defensiva para protegerse de la amenaza del posible deterioro de la calidad. Una situación típica del muestreo de aceptación es la siguiente: una compañía recibe un lote de algún producto de cierto proveedor, ese producto puede ser materia prima o cualquier otro componente que se utiliza en la compañía. Se selecciona una muestra del lote y se inspeccionan algunas características de calidad a todos los productos seleccionados. Con base en la información obtenida con la inspección se tomará una decisión: aceptar o rechazar todo el lote. Si los lotes son aceptados pasan directamente a ser utilizados, pero si el lote es rechazado, entonces es devuelto al proveedor o podría estar sujeto a alguna otra disposición (por ejemplo inspección de todos los productos del lote-Inspección 100%- pagada por el proveedor). El muestro de aceptación es una forma particular de inspección, entonces este muestreo simplemente acepta o rechaza lotes; pero no mejora la calidad. Es decir el muestreo de aceptación no es una estrategia de mejora de calidad, es más bien una estrategia de contención y de garantía con cierto nivel de seguridad de que se cumplan ciertas especificaciones de calidad que han sido definidas.

## Decisiones sobre Calidad y Riesgo
Al elaborar un plan de muestreo de aceptación, se toman en cuenta dos niveles de calidad: El primero es el nivel de calidad aceptable AQL (por sus siglas en inglés; Acceptable Quality Level), o sea, el nivel de calidad deseado por el consumidor. El productor del artículo se esfuerza por lograr el AQL, el cual aparece especificado comúnmente en los contratos o las órdenes de compra. Por ejemplo, el contrato puede especificar un nivel de calidad en el cual no se permita más de una unidad defectuosa en 10.000; o sea, un AQL de 0,0001. El riesgo del productor(α) es la posibilidad de que el plan de muestreo no logre verificar una cantidad aceptable en el lote y que, en consecuencia, lo rechace: un error "Tipo I". Lo más frecuente es que el riesgo se establezca en 0,05; es decir 5%.
El segundo nivel de calidad es la producción defectuosa tolerable en el lote LTPD (por sus siglas en inglés; Lot Tolerance Percent Defective); o sea, el peor nivel de calidad que el consumidor puede tolerar. La LTPD es la definición de una mala calidad que el consumidor desearía rechazar. Reconociendo el elevado costo de los efectos, los gerentes de operaciones deberían ser cautelosos antes de aceptar los materiales de mala calidad que les envían sus proveedores. Así pues, los planes de muestreo tienen valores LTPD más bajos que en el pasado. La probabilidad de aceptar un lote con calidad LTPD es el riesgo del consumidor(β), es decir, el error "Tipo II" del plan. n valor muy común para el riesgo del consumidor es de 0,10, o sea, 10%.

## Metodología
Los analistas crean una representación gráfica del rendimiento de un plan de muestreo, trazando la probabilidad de que el sea aceptado, para toda una gama de proporciones de unidades defectuosas. Esta gráfica, llamada curva característica de operación OC (por sus siglas en inglés; Operating Characteristic), describe el grado en que un plan de muestreo permite en el 100% de las ocasiones los lotes cuyo nivel de calidad sean mejor que el AQL y acepte lotes con un nivel de calidad peor que el AQL, el 0% de las veces. Esta curva OC ideal para un plan de un solo muestreo aparece en la figura, sin embargo ese rendimiento solamente se logra con el 100T% de inspección. La curva OC típica para un plan de un solo muestreo, cuya gráfica aparece en color gris, muestra la probabilidad(α) de rechazar un lote bueno (riesgo del productor) y probabilidad(β), de aceptar un lote malo (riesgo del consumidor). Por ende, a los gerentes les corresponde elegir un tamaño de muestra n y un número de aceptación c para conseguir el nivel de rendimiento especificado por el AQL, el (α), la LTPD y el(β).

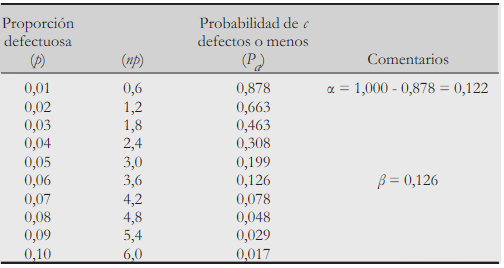
Riesgos del Productor y del Consumidor

## Trazado de la Curva OC
La distribución de muestreo correspondiente al plan de un solo muestreo es la distribución binomial, porque cada elemento inspeccionado puede estar defectuoso (un fracaso) o no (un éxito).La probabilidad de aceptar el lote es igual a la probabilidad de tomar una muestra de tamaño n de un lote. con una proporción defectuosa de p, y encontrar c o menos elementos defectuosos. A pesar de ello, si n es mayor que 20 y p es menor que 0,05, entonces es posible emplear la distribución de Poisson como una aproximación de la distribución binomial, a fin de aprovechar las tablas preparadas específicamente para dibujar curvas OC.Para dibujar la curva OC, busque la probabilidad de aceptar el lote para un determinado rango de valores de p, después, cada uno de los valores de p.
1. Multiplique p por el tamaño de la muestra n
2. Busque el valor np en la columna izquierda de la tabla. 
3.Desplácese hacia la derecha hasta que localice la columna correspondiente a c.
4. Registre el valor que corresponde a la probabilidad de aceptación Pa.
Cuando p=AQL, el riesgo del productor,α, es 1 menos la probabilidad de aceptación.
Cuando p=LTPD, el riesgo del consumidor  β, es igual a la probabilidad de aceptación.

## Problema Aplicado. Ejemplo de construcción de una curva OC
Escapes el Manso, que se dedica a instalar sistemas sustitutos de silenciadores para vehículos, acaba de recibir un embarque de 1.000 silenciadores. El plan de muestreo elegido para la inspeccionar esos silenciadores requiere un tamaño de muestra n=60 y un número de aceptación c=1. El contrato firmado con el fabricante de silenciadores establece un AQL de 1 silenciador defectuoso por 100 y un LTPD de 6 silenciadores defectuosos por 100. Calcule la curva OC para este plan y determine el riesgo del productor y el riesgo del consumidor para dicho plan.
Solución:
Sea p=0,01. Ahora multiplique n por p, para obtener 60(0,001)=0,60. Localice 0,60 en la tabla "Probabilidades Acumulativas de Poisson". Desplácese hacia la derecha hasta llegar a la columna correspondiente a c=1. Lea la probabilidad de aceptación : 0,878. Repita este procedimiento para una gama de valores usualmente aceptables para planes de este tipo (5 y 10%, respectivamente). La figura de la curva OC y los riesgos del productor y del consumidor. Por tanto se rechaza por parte del consumidor del lote.

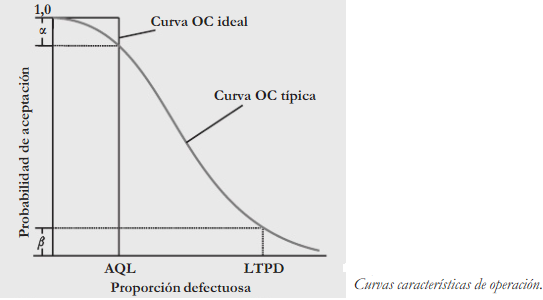
Curvas características de operación

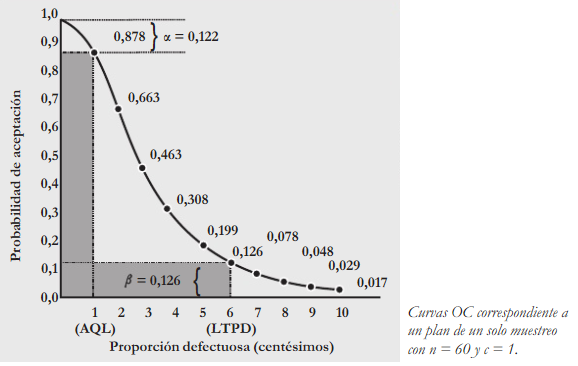
Curvas OC correspondiente a un plan de un solo muestreo con n = 60 y c = 1

.

## Ventajas y desventajas del Muestreo de Aceptación
El muestreo de aceptación respecto a la inspección al 100% tiene las siguientes ventajas:
1. Tiene menor costo porque se inspecciona menos, a pesar de algunos costos adicionales generados por la planificación y administración de los planes de muestreo.
2. Requiere de menos personal en actividades de inspección, simplificando con ello el trabajo de coordinación y reduciendo manipulación.
3. El producto sufre menos daño al haber menos 
manipulación.
4. Es aplicable en pruebas destructivas.
5 A menudo reduce el error de inspección y la monotonía.
6. El rechazo de lotes completos por la existencia de artículos defectuosos proporciona una motivación al fabricante del lote para que mejore su calidad.
El muestreo de aceptación presenta algunas desventajas, como las siguientes:
1. Hay cierto riesgo de aceptar lotes malos y rechazar buenos, aunque un plan de muestreo de aceptación están previstos y cuantificados estos riesgos.
2. Proporciona menos información acerca del nivel de calidad del producto o de su proceso de fabricación. Aunque bien utilizada, la información obtenida puede ser insuficiente.
3. Se requiere más tiempo y conocimiento para planificar y documentar el muestreo, mientras la inspección al 100% no. Esto tal vez no sea una desventaja, ya que la planificación genera otros efectos positivos, como mayor conciencia de los niveles de calidad exigidos por cliente.